# Annals of Physics
Annals of Physics is een internationaal, aan collegiale toetsing onderworpen wetenschappelijk tijdschrift op het gebied van de natuurkunde.
De naam wordt in literatuurverwijzingen meestal afgekort tot Ann. Phys. Het is opgericht door Philip M. Morse, Bernard T. Feld, Herman Feshbach, en Richard Wilson. Het werd oorspronkelijk uitgegeven door Academic Press; later door Elsevier en verschijnt maandelijks.